# Blahodatne, Jovtnevîi
Blahodatne (în ucraineană Благодатне) este un sat în comuna Partîzanske din raionul Jovtnevîi, regiunea Mîkolaiiv, Ucraina.

## Demografie
Componența lingvistică a localității Blahodatne
     Ucraineană (91,56%)
     Rusă (8,23%)
     Alte limbi (0,21%)
Conform recensământului din 2001, majoritatea populației localității Blahodatne era vorbitoare de ucraineană (91,56%), existând în minoritate și vorbitori de rusă (8,23%).